# Синдром Лауна — Ґанонґа — Левайна
Синдро́м Ла́уна-Ґано́нґа-Ле́віна (LGL-синдром) — один із видів синдрому передчасного збудження шлуночків.
У клінічній практиці існує розмежування власне LGL-синдрому та феномену укороченого інтервалу PQ, оскільки синдром передбачає наявність симптомів, а у випадку ізольованого укорочення інтервалу PQ на ЕКГ можна вести мову лише про електрофізіологічний феномен.

## Епонім
Назва походить від імен Бернарда Лауна, Вільяма Френсіса Ґанонґа та Самюеля Альберта Левіна. У радянській літературі синдром часто називали синдромом Клерка — Леві — Крістеско (CLC-синдром) — від імен французьких лікарів А. П. Клерка (A. P. Clerc), Р. Леві (R. Levy) та К. Крістеско (C. Cristesco), які вперше описали цей синдром в 1938 році.

## Патофізіологія
Наразі достеменно невідома причина прискореного атріовентрикулярного проведення хвилі деполяризації. За більшістю джерел причиною LGL-синдрому є функціонуючий аномальний шлях атріовентрикулярного проведення — пучок Джеймса, анатомічно розташований поблизу атріовентрикулярного з'єднання та з'єднуючий провідні шляхи передсердь безпосередньо із загальним стовбуром пучка Гіса. Проте, електрофізіологічні дослідження не виявили єдиної аномалії, що була б характерна для усіх пацієнтів з LGL-синдромом. Тому існує думка, що LGL-синдром є гетерогенним станом з різними варіантами аномальних шляхів проведення (інтранодальних та/або паранодальних), які оминають функціонально активну частину атріовентрикулярного з'єднання та, зрештою, формують характерний електрофізіологічний феномен.

## Діагностика
ЕКГ-ознаками LGL-синдрому є вкорочення інтервалу PQ менш як 0,12  с та нормальний (незмінений) комплекс QRS. При виявленні ознак LGL-синдрому рекомендовано консультацію кардіолога.
Клінічно LGL-синдром може проявлятися нападами тахікардії або тахіаритмії.
Для виявлення потенційної небезпеки LGL-синдрому виконується черезстравохідна електрокардіостимуляція (ЧСЕКС), яка визначає здатність аномальних шляхів до проведення імпульсів з високою частотою.

## Лікування
У випадку безсимптомного феномену укороченого інтервалу PQ лікування не потрібне.
При розвитку пароксизму тахікардії можуть бути ефективними вагусні проби: Даньїні — Ашнера, Чермака — Герінга, Вальсальви. Нечасті пароксизми тахікардії (менше одного разу на місяць), які не призводять до значного порушення стану пацієнта, усуваються вагусними пробами та не мають тенденції до почащення іншого лікування не потребують. При частих рецидивах тахікардій або тахіаритмій (частіше 1 разу на місяць),
особливо якщо вони супроводжуються порушеннями гемодинаміки (падіння артеріального тиску) або свідомості, такий пацієнт є кандидатом на кардіохірургічне лікування. Методом вибору є радіочастотна катетерна абляція аномальних шляхів проведення.

## Прогноз
Пацієнти з LGL-синдром не мають підвищеного ризику раптової смерті. Єдина патологія, пов'язана з LGL-синдром — це виникнення пароксизмів тахікардій або тахіаритмій: синусової тахікардії, суправентрикулярних тахікардій, фібриляції передсердь, тріпотіння передсердь або шлуночкової тахікардії.